# Phanerotoma novateutoniana
Phanerotoma novateutoniana är en stekelart som beskrevs av Herbert Zettel 1990. Phanerotoma novateutoniana ingår i släktet Phanerotoma och familjen bracksteklar. Inga underarter finns listade i Catalogue of Life.